# Séno
Séno is een van de 45 provincies van Burkina Faso. De hoofdstad is Dori.

## Geografie
Séno heeft een oppervlakte van 6.863 km² en ligt in de regio Sahel.
De provincie is onderverdeeld in zes departementen: Bani, Dori, Falagountou, Gorgadji, Sampelga en Seytenga.

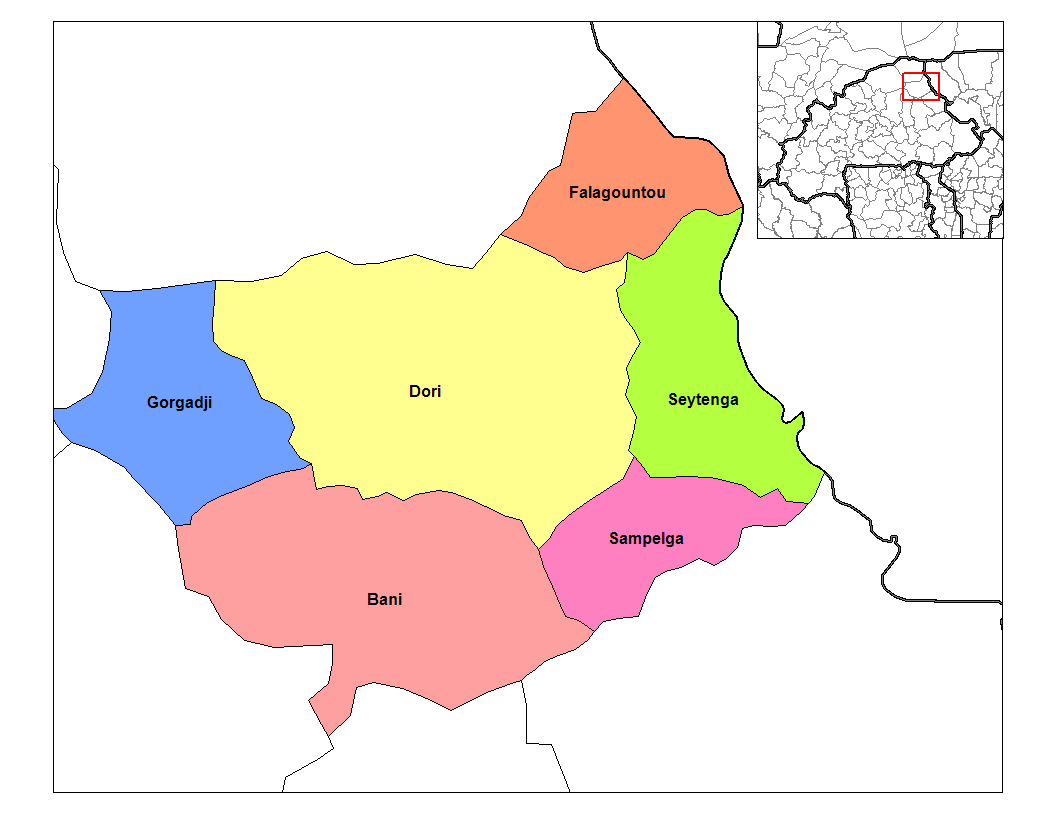
Departementen van Séno

## Bevolking
In 1997 leefden er 202.972 mensen in de provincie. In 2019 waren dat er naar schatting 404.000.
Balé · Bam · Banwa · Bazéga · Bougouriba · Boulgou · Boulkiemdé · Comoé · Ganzourgou · Gnagna · Gourma · Houet · Ioba · Kadiogo · Kénédougou · Komondjari · Kompienga · Kossi · Koulpélogo · Kouritenga · Kourwéogo · Léraba · Loroum · Mouhoun · Nahouri · Namentenga · Nayala · Noumbiel · Oubritenga · Oudalan · Passoré · Poni · Sanguié · Sanmatenga · Séno · Sissili · Soum · Sourou · Tapoa · Tuy · Yagha · Yatenga · Ziro · Zondoma · Zoundwéogo